# Gargalhada Final
Gargalhada Final é um filme brasileiro de 1979, com direção e roteiro de Xavier de Oliveira, produzido pela Lestepe Produções Cinematográficas Ltda.

## Elenco
- Fregolente	 ... 	Trombada[2]
- Stepan Nercessian	... 	Marreco
- Denise Bandeira
- Leila Cravo
- Jacques Failde
- Jotta Barroso
- Rafael de Carvalho
- Pichin Plá
- Fabíola Fracaroli
- Sebastião Apolônio
- João Carrano
- Maria Alves
- Liana Lacerda
- João Batista Pinto
- Francisco Santos
- Paulo Quintanilha

## Sinopse
A dupla de artistas mambembes sem dinheiro, o veterano palhaço Trombada e o jovem Marreco, viaja pelo interior do país, aprontando confusões, namorando mulheres e entretendo o público das praças e circos populares.